# Frédéric Niemeyer
Pour les articles homonymes, voir Niemeyer.
Frédéric Niemeyer, né le 24 avril 1976 à Campbellton au Nouveau-Brunswick, est un ancien joueur de tennis professionnel canadien.
Membre de l'équipe du Canada de Coupe Davis de 1999 à 2009, il a été sélectionné à 20 reprises et a joué une rencontre dans le groupe mondial en 2004. Il possède notamment le bilan record pour une paire canadienne de 12 victoires pour une seule défaite en double avec Daniel Nestor. Il connut son meilleur classement en 2004, en finissant 134e au monde, en plus d’avoir été le meilleur joueur au Canada pour une année complète, soit de janvier 2002 à janvier 2003 .  
Il a représenté le Canada aux Jeux olympiques à deux reprises en 2004 et 2008 en simple et en double avec Nestor.
Niemeyer, qui représenta le Canada 16 fois à la Coupe Davis, tire finalement un trait à sa carrière, à la suite de plusieurs blessures récurrentes à l’épaule, au coude et au dos . Il joue le dernier match de sa carrière en 2009 à Montréal contre Roger Federer.
Entraîneur fédéral à Tennis Canada depuis sa retraite, il a notamment travaillé avec Milos Raonic entre 2009 et 2010. Niemeyer a travaillé dans la fédération pendant plus de dix ans, avant de se mettre à son compte comme entraineur et consultant pour des joueurs de tennis évoluant dans la NCAA .

## Palmarès
Il a remporté 7 titres Challenger en simple : à Urbana en 1999, São Paulo en 2002, Joplin et Forest Hills en 2005, Valencia en 2006 et Cardiff et Vancouver en 2007. Il a aussi remporté 6 tournois en double entre 2001 et 2003.

## Parcours dans les tournois duGrand Chelem

### En simple
| Année | Open d'Australie | Open d'Australie | Internationaux de France | Internationaux de France | Wimbledon      | Wimbledon | US Open | US Open |
| ----- | ---------------- | ---------------- | ------------------------ | ------------------------ | -------------- | --------- | ------- | ------- |
| 2003  | —                | —                | —                        | —                        | 2e tour (1/32) | W. Moodie | —       | —       |

N.B. : à droite du résultat se trouve le nom de l'ultime adversaire.

### En double
| Année | Open d'Australie | Open d'Australie | Internationaux de France | Internationaux de France | Wimbledon                                                                       | Wimbledon | US Open | US Open |
| ----- | ---------------- | ---------------- | ------------------------ | ------------------------ | ------------------------------------------------------------------------------- | --------- | ------- | ------- |
| 2005  | —                | —                | —                        | —                        | 2e tour (1/16) T. Ketola \|\| style="text-align:left;" \| F. Čermák L. Friedl   | —         | —       |         |
| 2006  | —                | —                | —                        | —                        | 2e tour (1/16) G. Weiner \|\| style="text-align:left;" \| A. Fisher B. Reynolds | —         | —       |         |

N.B. : le nom du ou de la partenaire se trouve sous le résultat ; les noms des ultimes adversaires se trouvent à droite.

## Parcours dans lesMasters 1000

### En simple
| Année | Indian Wells       | Miami | Monte-Carlo | Rome | Hambourg | Canada                 | Cincinnati | Madrid | Paris |
| ----- | ------------------ | ----- | ----------- | ---- | -------- | ---------------------- | ---------- | ------ | ----- |
| 1997  | —                  | —     | —           | —    | —        | 1er tour M. Tebbutt    | —          | —      | —     |
| 1998  | —                  | —     | —           | —    | —        | 1er tour V. Santopadre | —          | —      | —     |
| 1999  | —                  | —     | —           | —    | —        | 1er tour V. Spadea     | —          | —      | —     |
| 2000  | —                  | —     | —           | —    | —        | 1er tour M. Mirnyi     | —          | —      | —     |
| 2001  | —                  | —     | —           | —    | —        | 1er tour M. Mirnyi     | —          | —      | —     |
| 2002  | —                  | —     | —           | —    | —        | 1er tour T. Haas       | —          | —      | —     |
| 2003  | —                  | —     | —           | —    | —        | 1er tour A. Agassi     | —          | —      | —     |
| 2004  | 1er tour A. Martín | —     | —           | —    | —        | 2e tour L. Horna       | —          | —      | —     |
| 2005  | —                  | —     | —           | —    | —        | 1er tour N. Davydenko  | —          | —      | —     |
| 2007  | —                  | —     | —           | —    | —        | 1er tour M. Ančić      | —          | —      | —     |
| 2008  | —                  | —     | —           | —    | —        | 1er tour T. Robredo    | —          | —      | —     |
| 2009  | —                  | —     | —           | —    | —        | 2e tour R. Federer     | —          | —      | —     |

N.B. : sous le résultat se trouve le nom de l’ultime adversaire.

## ClassementsATPen fin de saison
En simple
| Année | 1999 | 2000 | 2001 | 2002 | 2003 | 2004 | 2005 | 2006 | 2007 |
| Rang  | 381  | 354  | 240  | 259  | 171  | 287  | 176  | 326  | 174  |